# Randale (Film)
Randale ist ein 1982 entstandener, deutscher Spielfilm von Manfred Purzer mit Angelica Domröse in der Hauptrolle.

## Handlung
Die erst 22-jährige Andrea, Studentin der Sozialpädagogik, trifft eines Tages auf Schloss Bucheneck ein, einem in Süddeutschland gelegenen, geschlossenen Heim für schwererziehbare Mädchen, um vor Ort praktische Erfahrungen zu sammeln. Ihre Vorstellungen sind sehr idealistisch geprägt, doch schon bald muss sie feststellen, dass sich Theorie mit harter Wirklichkeit nicht in Einklang bringen lässt. Ihre Herangehensweise möchte sie von Verständnis und friedvoller Kooperation geprägt wissen, doch das Bild, das sich ihr vor Ort erschließt, ist ein gänzlich anderes: Schon bei ihrer Ankunft wird Andrea konfrontiert mit ständiger Rebellion und Auflehnungsbereitschaft, die die Mädchen angesichts ständiger Kontrollen und durch das Erzieherpersonal ausgeübten Zwänge an den Tag lehnen. Misstrauen gegenüber sämtlichen Erziehern ist an der Tagesordnung, Mal sind es harmlose Aktionen wie die Verweigerung von Nahrungsaufnahme oder schlechte Tischmanieren, mal wiederum regelrechte Handgreiflichkeiten.  Machtspielchen, Rivalitäten und Provokationen sind Teil dieses täglichen „Geschäfts“, eine Art Überlebenstraining nach dem Darwin‘schen Motto „Survival of the Fittest“. 
Selbst die eigentlich durchsetzungsfähige und resolute Gruppenleiterin Elisabeth Schuritz bekommt die Situation kaum mehr in den Griff. Bald machen die jungen Frauen nur noch die titelgebende Randale, und die Situation eskaliert. Zwei der Mädchen gelingt es, sich aus einem Fenster der „Geschlossenen“ im wortwörtlichen Sinne abzuseilen und die Flucht in die Freiheit anzutreten. Doch lange können sie die Freiheit jenseits der Anstaltsmauern nicht genießen, denn die eine gerät in die Hände eines Zuhälters, der sie an Gastarbeiter auf dem Bau „verscherbelt“, die andere wird bei der Verfolgung durch die Polizei von einem Auto angefahren. Derweil kommt es im Heim zu einer Tragödie: Als Andrea einer 16-jährigen deren Traumvorstellung eines starken, sie rettenden Vaters zerstört, nimmt sie diesem Teenager den noch verbliebenen Halt und Rettungsanker. Daraufhin versucht die Heiminsassin sich selbst zu verbrennen. Zutiefst geschockt von der Konsequenz ihrer gut gemeinten Absicht, entschließt sich Andrea dazu, dem Heim den Rücken zu kehren.

## Wissenswertes und Produktionsnotizen
Bei der Suche nach Darstellerinnen für die 13- bis 16-jährigen Heiminsassinnen half im Februar die Münchner Abendzeitung mit ihrem Artikel “Wer will Randale machen?” Daraufhin hatten sich rund 200 Mädchen für ein Casting beworben. Insgesamt sechs wurden genommen.
Randale entstand in Co-Produktion mit dem ZDF im Frühjahr / Mitte 1982 rund um München und wurde am 30. April 1983 uraufgeführt.
Die Filmbauten entwarf Peter Rothe.

## Kritiken
„In einer brisanten Mischung aus Action und Anarchie schildert Autor/Regisseur Manfred Purzer den oft hyperaggressiven Alltag in deutschen Erziehungsheimen. Er erzählt von einer Jugend, die sich von den Erwachsenen im Stich gelassen fühl.“

„Belangloser Film über ein interessantes Thema, das eine orginellere [sic] und ernsthaftere Behandlung verdient hätte. Schlampig inszeniert, voller Klischees.“